# Relations entre l'Allemagne et la Mongolie
Les relations entre l'Allemagne et la Mongolie, en allemand Deutsch-mongolische Beziehungen, sont les relations bilatérales existants entre l'Allemagne et la Mongolie. Les relations entre les deux pays, historiquement basée sur les relations entre la RDA et la République populaire mongole, sont restées importantes après la réunification allemande.

## Histoire

### Premiers contacts
Les premiers contacts entre les peuples germaniques et mongols se serait déroulés en 1241 durant la bataille de Legnica, avec la Horde d'or qui vainquit les forces combinées de Polonais, Moraves et de Germains. En dépit de cette victoire, les Mongoles se retirèrent rapidement en Hongrie.

### Indépendance de la Mongolie
Après sa déclaration d'indépendance en 1911, la Mongolie a mené des tentatives infructueuses pour établir des liens avec l'Allemagne au travers de ses représentants à Saint-Pétersbourg.
Après la révolution mongole de 1921, le parti populaire mongol fit de l'établissement de relations économiques avec l'Allemagne une de ses priorités.

### Guerre froide
Historiquement, la République populaire mongole avait des relations importantes avec la République démocratique allemande. Leurs relations ont été établies le 13 avril 1950.
En 1957, près de 50 étudiants mongoles, dont  Dashdorjiin Natsagdorj (le père de la littérature mongole moderne), furent envoyés en Allemagne et en France pour y être formé.
Cependant, la Mongolie a établi des relations avec la République fédérale allemande le 31 janvier 1974,.

### Chute du communisme
Depuis la réunification allemande et la chute du communisme, de nombreuses visites par des politiciens et des délégations allemandes et mongoles ont eu lieu.

## Économie
L'Allemagne est, avec le Royaume-Uni, le premier partenaire commercial de la Mongolie dans l'Union européenne.

## Sources
- (en) Cet article est partiellement ou en totalité issu de l’article de Wikipédia en anglais intitulé « Germany–Mongolia relations » (voir la liste des auteurs).

## Compléments